# Rubens Jardim
Rubens Eduardo Ferreira Jardim (São Paulo, 25 de maio de 1946 - São Paulo, 13 de maio de 2024) é um jornalista e poeta brasileiro.
Publicou poemas em diversas antologias no Brasil e no exterior:
- 4 NOVOS POETAS NA POESIA NOVA(1965,SP),
- ANTOLOGIA DA CATEQUESE POÉTICA(1968,SP),
- POESIA DEL BRASILE D'OGGI(1969,ITÁLIA),
- VÍCIO DA PALAVRA(1977,SP),
- FUI EU(1998,SP),
- POESIA PARA TODOS(2000,RJ),
- ANTOLOGIA POÉTICA DA GERAÇÃO 60(2000,SP),
- LETRAS DE BABEL(2001,URUGUAI),
- PAIXÃO POR SÃO PAULO(2004,SP),
- RAYO DE ESPERANZA(2004,ESPANHA),
- CONGRESSO BRASILEIRO DE POESIA(2008,RS).

É autor de três livros de poemas: Ultimatum (1966,SP)  Espelho riscado (1978,SP) e "Cantares da Paixão" (2008,SP).
Promoveu e organizou o ANO JORGE DE LIMA em 1973, em comemoração aos 80 anos do nascimento do poeta, evento que contou com o apoio de Carlos Drummond de Andrade, Menotti del Pichia, Cassiano Ricardo, Raduan Nassar e outras figuras importantes da literatura do Brasil. Organizou e publicou JORGE, 8O ANOS (uma espécie de iniciação à parte menos conhecida e divulgada da obra do poeta alagoano).
Fez parte do Catequese Poética, movimento iniciado por Lindolf Bell em 1964 com o objetivo de tirar a poesia das gavetas, tornando-a mais acessível através de apresentações, declamações, conferências e debates nas ruas e em universidades. No início o palco era a praça, pois dali extraía-se o pedestre de seu rumo anônimo e indeterminado, reavivando sua condição de homem, cidadão. Como prova desta identidade humana, anos depois Milton Nascimento passou a cantar “o artista tem que ir aonde o povo está”.